# La mujer y el cine
La mujer y el cine est une association et un festival annuel de cinéma de femmes en Argentine.

## Description
L'association La Mujer y el Cine est fondée en 1988 par María Luisa Bemberg, Lita Stantic, Sara Facio, Susana López Merino, Gabriela Massuh (es), Marta Bianchi et Beatriz Villalba Welsh, dont l'objectif est d'organiser un festival de films de femmes en Argentine.
Le Festival encourage le développement des réalisatrices en Argentine. Il diffuse des œuvres réalisées par des femmes et récompense leur travail. Le festival œuvre aussi à promouvoir des personnages féminins non stéréotypés dans les fictions. Et enfin le festival intervient pour lutter contre le sexisme et promouvoir une plus grande mixité dans les équipes cinématographiques.
Le Festival se déroule dans la province de Buenos Aires. Il comprend quatre sections : les courts-métrages, les longs-métrages argentins en cours de production, les longs-métrages argentins et une section consacrée au cinéma international.
La première édition a lieu en 1988 à Mar del Plata. Le Festival La mujer y el cine intègre pendant plusieurs années le Festival international du film de Mar del Plata, tout en restant une section à part.
En 1988, Maria Luisa Bemberg est pratiquement la seule réalisatrice de longs métrages en Argentine. Dans le monde, le pourcentage de réalisatrice allait de 5 à 7%. Les festivals internationaux ne sélectionnaient pas les films réalisés par des femmes. En 2022, il y a 25 % de réalisatrices en Argentine. Des réalisatrices comme Lucrecia Martel ou Paula Hernández ont débuté au festival.

## Prix
Prix pour les courts métrages (section internationale):
- Prix Femmes et Film
- Prix des Argentins du meilleur scénario
- Prix SAGAI, meilleur acteur et meilleure actrice
- Prix ADF Meilleure photographie
- Women's Film Action Award pour les courts métrages qui se distingue par leur perspective de genre.

Prix pour les films en cours (section nationale) :
- DCP Film University Award
- Prix Sounds
- Pomeranec Award Music
- Haddock Films Awards
- Translation Award